# Lild Sogn
Lild Sogn er et sogn i Thisted Provsti (Aalborg Stift).
I 1800-tallet var Lild Sogn anneks til Tømmerby Sogn. Begge sogne hørte til Vester Han Herred i Thisted Amt. Tømmerby-Lild sognekommune blev ved kommunalreformen i 1970 indlemmet i Hanstholm Kommune, som ved strukturreformen i 2007 indgik i Thisted Kommune.
I Lild Sogn ligger Lild Kirke fra det 18. århundrede og Lildstrand Kirke fra 1950.
I sognet findes følgende autoriserede stednavne:
- Bjerget (bebyggelse)
- Bulbjerg (areal, bebyggelse)
- Flommaens Bakke (areal)
- Glæde (bebyggelse)
- Harkens Bakke (areal)
- Horsbakke (areal)
- Hvidebakke (areal)
- Kvolsbjerge (areal)
- Kæret (bebyggelse)
- Lild (bebyggelse)
- Lild Klitplantage (areal)
- Lild Strand (bebyggelse)
- Lund (bebyggelse, ejerlav)
- Lund Fjord (vandareal)
- Lund Holme (bebyggelse)
- Mortensbakker (areal)
- Nørklit (bebyggelse)
- Sevel Klit (areal)
- Skarreklit (areal)
- Store Videbakke (areal)
- Svenstibakke (areal)
- Vesten Bjerget (bebyggelse)